# 漢內納本角
69°17′S 39°41′E / 69.283°S 39.683°E
漢內納本角，是南極洲的海岬，位於毛德皇后地的哈拉爾王子海岸，處於呂佐夫-霍爾姆灣東部的哈姆納灣南岸，根據挪威探險隊拍攝的空中照片繪入地圖，現時由南極條約體系管理。